# 이치노미야촌 (이시카와현 이시카와군)
이치노미야촌(一ノ宮村)은 이시카와현 이시카와군에 설치되었던 촌이다. 현재의 하쿠산시에 해당한다.